# Ibafa
Ibafa is een plaats (község) en gemeente in het Hongaarse comitaat Baranya. Ibafa telt 250 inwoners (2001).